# Berg (Bad Muskau)
Berg, obersorbisch Hora, ist ein Ort in der sächsischen Landstadt Bad Muskau im sorbischen Siedlungsgebiet der Oberlausitz. Trotz ihrer unmittelbaren geographischen und kulturhistorischen Nähe zur Stadt verlor die Gemeinde erst 1940 ihre Selbständigkeit.
Die Ruine der aus Feldsteinen erbauten Bergkirche gilt als das älteste Kirchgebäude im Einflussbereich der Standesherrschaft Muskau.

## Geographie

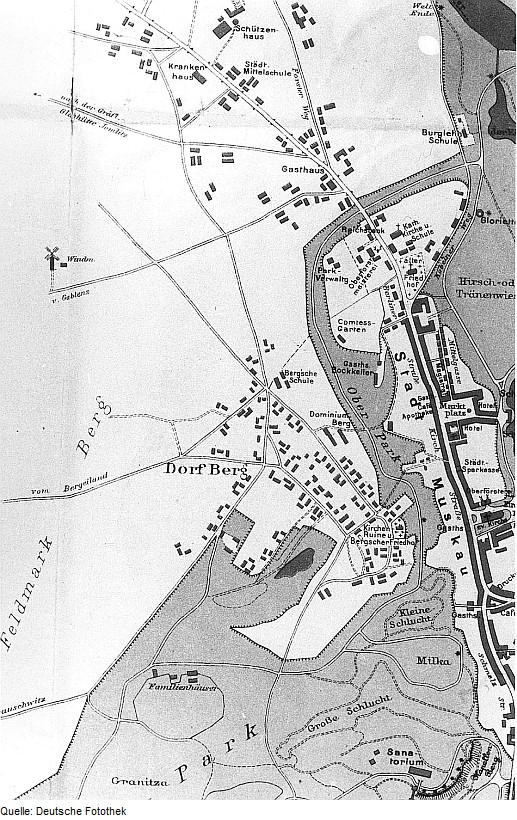
Kartenausschnitt (1926)

Auf einer Anhöhe liegt Berg westsüdwestlich von der eigentlichen Stadt, die sich entlang des bis zu 30 Meter tiefergelegenen Neißetals erstreckt. In Form eines Gassendorfes liegt Berg an der ursprünglichen Straße von Muskau nach Weißwasser. Etwa ein Kilometer westlich des Ortes liegt die Eilandkreuzung (seit 2003 als Kreisel), an der die zwischen Gablenz und Bad Muskau verlaufende Kreisstraße die vereinte Bundesstraße 115/156 kreuzt. Ihren Namen hat sie vom früheren Bergschen Vorwerk Eiland.
Den südlichen und östlichen Abschluss des bebauten Siedlungsgebietes bildet der Bergpark, der im Osten bis zur Staatsstraße 127, im Süden bis zur Bundesstraße 115 und im Westen bis nach Krauschwitz reicht. Nördlich des Hauptareals zieht sich ein kleiner Streifen des Parks zwischen Berg und dem Stadtzentrum hin. Im Bergpark hat die Waldeisenbahn Muskau ihren Muskauer Endpunkt.

## Geschichte

### Ortsgeschichte
Das Dorf Berg gehört zum vorkolonisatorischen sorbischen Altsiedlungsgebiet um Muskau. Ähnlich dem Dorf Köbeln, dessen erste urkundliche Erwähnung auf einer Landkarte erfolgte, ist die mittelalterliche Urkundenlage unbefriedigend. Man geht davon aus, dass das Dorf der ursprüngliche Stammsitz derer von Berg ist, die als Vasallen der niederlausitzischen Herrschaft Triebel auftreten. Diese wurden von den Besitzern Muskaus vermutlich im 13. Jahrhundert auf die nördlichen Güter Jämlitz und Tschernitz verdrängt. Urkundlich belegt ist das Geschlecht erstmals 1392 durch eine Erwähnung eines Hans von dem Berge; das Dorf selbst findet erst 1452 eine urkundliche Erwähnung, als Wenzel von Bieberstein der Stadt Muskau wie auch dem „lehnman […] zu dem Berge“ diverse Privilegien bestätigte. Zu jenem Zeitpunkt gehörte das Dorf bereits unzweifelhaft zur Herrschaft Muskau. Die Stadt wurde 1432 von Hussiten geplündert und auf der Herrschaft lag eine Schuldenlast. Um diese zu drücken, verkaufte Wenzel unter anderem 1456 die jährlichen Zinseinkünfte der Muskauer Güter auf dem Berge.

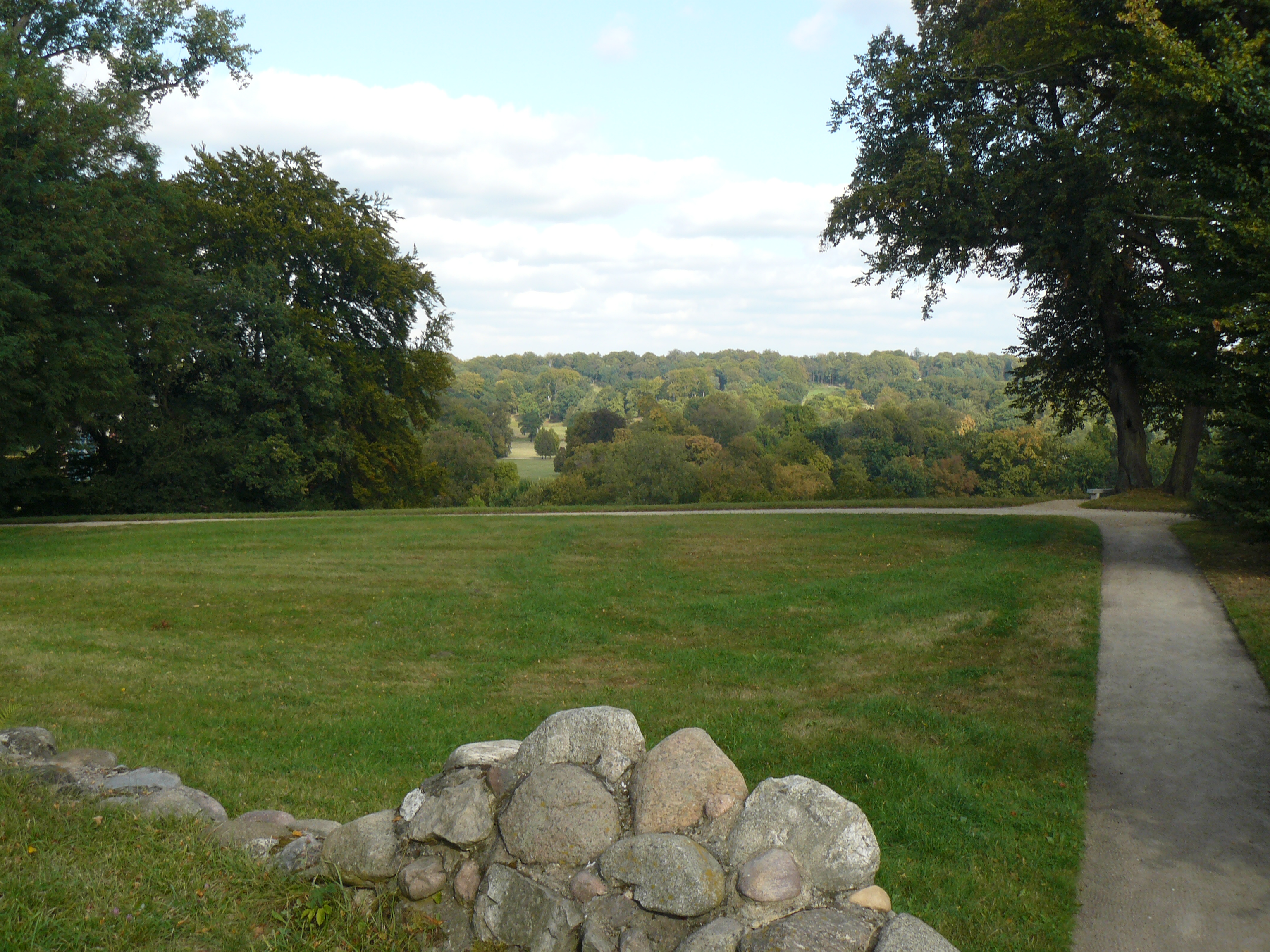
Bergpark zwischen Bergkirche und Neiße

Das Bergsche Vorwerk wird zusammen mit dem Braunsdorfer Vorwerk erstmals im Urbarium vom 8. Juni 1552 genannt. Neben der Schafzucht wurde Forstwirtschaft betrieben. Im Urbarium des Jahres 1593 wurde auch eine Ziegelei erwähnt, die die nahegelegenen Tonvorkommen verarbeitete. In der Verkaufsurkunde der Herrschaft Muskau wurde 1597 auch explizit der Weinberg erwähnt, der in guten Jahren bis zu 50 Vierteln Wein einbringen sollte. Maulbeerbäume deuten an, dass man in späteren Jahren auch Seidenraupenzucht betrieb. Herrschaftliches Ackerland des Vorwerks war seit der Zeit Wenzels von Bieberstein bis zur Enteignung 1945 an die Stadtbevölkerung verpachtet.
Unter dem Standesherrn Johann Alexander Reichsgraf von Callenberg wurde 1769 eine Schule für Berg und das benachbarte Dorf Neustadt eingerichtet. Ab 1887 fand der Unterricht im ehemaligen Forsthaus in Berg statt. Ein neues Schulgebäude wurde 1926 gebaut, jedoch besuchten die Kinder aus Berg bereits ab dem Schuljahr 1939/1940 die Muskauer Stadtschule.
Trotz einer bei Ausbruch des Zweiten Weltkriegs erlassenen Verordnung zur Zurückstellung aller Eingemeindungsanträge konnte der Muskauer Bürgermeister die Eingemeindung von Berg und Lugknitz zum 1. April 1940 bewirken. Mit jeweils über 1000 Einwohnern zählten die beiden Gemeinden zu den größeren des Kreises, wodurch die Stadt wieder größer als Niesky wurde.
Im ehemaligen Schulgebäude ist inzwischen ein Kindergarten für Muskau und die umliegenden Dörfer eingerichtet.

### Bevölkerungsentwicklung
| Jahr | Einwohner |
| ---- | --------- |
| 1782 | 216       |
| 1825 | 354       |
| 1871 | 677       |
| 1885 | 661       |
| 1905 | 1009      |
| 1925 | 1136      |
| 1939 | 1169      |
| 1999 | 594       |
| 2002 | 588       |
| 2008 | 574       |

| Jahr | Lehnbauern, Anderthalb- und Zweihüfner | Einhüfner | Bauern insgesamt | Gärtner | Häusler | Besitzer insgesamt |
| ---- | -------------------------------------- | --------- | ---------------- | ------- | ------- | ------------------ |
| 1552 | 6                                      | 09        | 15               | 3       | 05      | 23                 |
| 1630 | 6                                      | 07        | 13               | 5       | 12      | 30                 |
| 1647 | 5                                      | 07        | 12               | 5       | 11      | 28                 |
| 1708 | 1                                      | 12        | 13               | 8       | 12      | 33                 |
| 1777 |                                        |           | 14               | 9       | 13      | 36                 |
| 1782 | 2                                      | 12        | 14               | 9       | 12      | 35                 |
| 1810 |                                        |           | 12               | 9       | 18      | 39                 |

Im Urbarium der Herrschaft vom 8. Juni 1552 sind für Berg 23 Wirtschaften verzeichnet, davon allein 15 Bauerngüter. In den folgenden rund 100 Jahren ist trotz des Dreißigjährigen Kriegs (1618–1648) ein Wachstum auf 30 Wirtschaften zu verzeichnen. Der Krieg scheint Berg, anders als andere Dörfer der Muskauer Herrschaft, weniger in Mitleidenschaft gezogen zu haben, 1647 lagen gerade einmal 2 von 30 Wirtschaften wüst, während es in den Nachbarorten Gablenz 8 von 25, in Keula 15 von 21 und in Krauschwitz 5 von 16 waren.
Bis zum sächsischen Landesrezess 1777, 14 Jahre nach Ende des Siebenjährigen Krieges (1756–1763), stieg die Zahl der Wirtschaften noch leicht auf 36 an, was zum Teil durch eine Verkleinerung der größeren Bauerngüter erzielt wurde. Ein weiteres Bevölkerungswachstum setzte erst wieder in der Wende zum und im 19. Jahrhundert ein. In den knapp 90 Jahren zwischen 1782 und 1871 verdreifachte sich die Einwohnerzahl.
Noch Anfang der 1880er Jahre war die Bevölkerungsmehrheit Sorben. Unter den 698 Einwohnern, die Arnošt Muka für seine Statistik der Sorben in der Oberlausitz zählte, waren 523 Sorben und 175 Deutsche, was einem sorbischen Bevölkerungsanteil von 75 % entspricht. Bis zur Eingemeindung wuchs die Bevölkerung auf knapp 1200 Einwohner, wobei das größte Wachstum vor dem Ersten Weltkrieg erfolgte.
Heute haben noch knapp 600 Einwohner ihren Hauptwohnsitz in Berg.

### Ortsname
Der Ortsname bezieht sich auf die Lage der Siedlung am oder auf dem Berg. Urkundlich belegte Namensformen sind unter anderem Hans von dem Berge (1392), zu dem Berge (1452), vor Muskau auf dem Berge (1456), Bergk (1552) und Dorff Bergk (1597). Die heute gültige Form lässt sich 1845 nachweisen.
Der sorbische Ortsname entspricht dem deutschen, wobei im Muskauer Dialekt abweichend von der obersorbischen Form Hora auch die niedersorbische Form Gora bzw. Góra verwendet wurde. Ältere Belege sind Hohra (1800) und Hora (Góra) (1843).

## Bergkirche

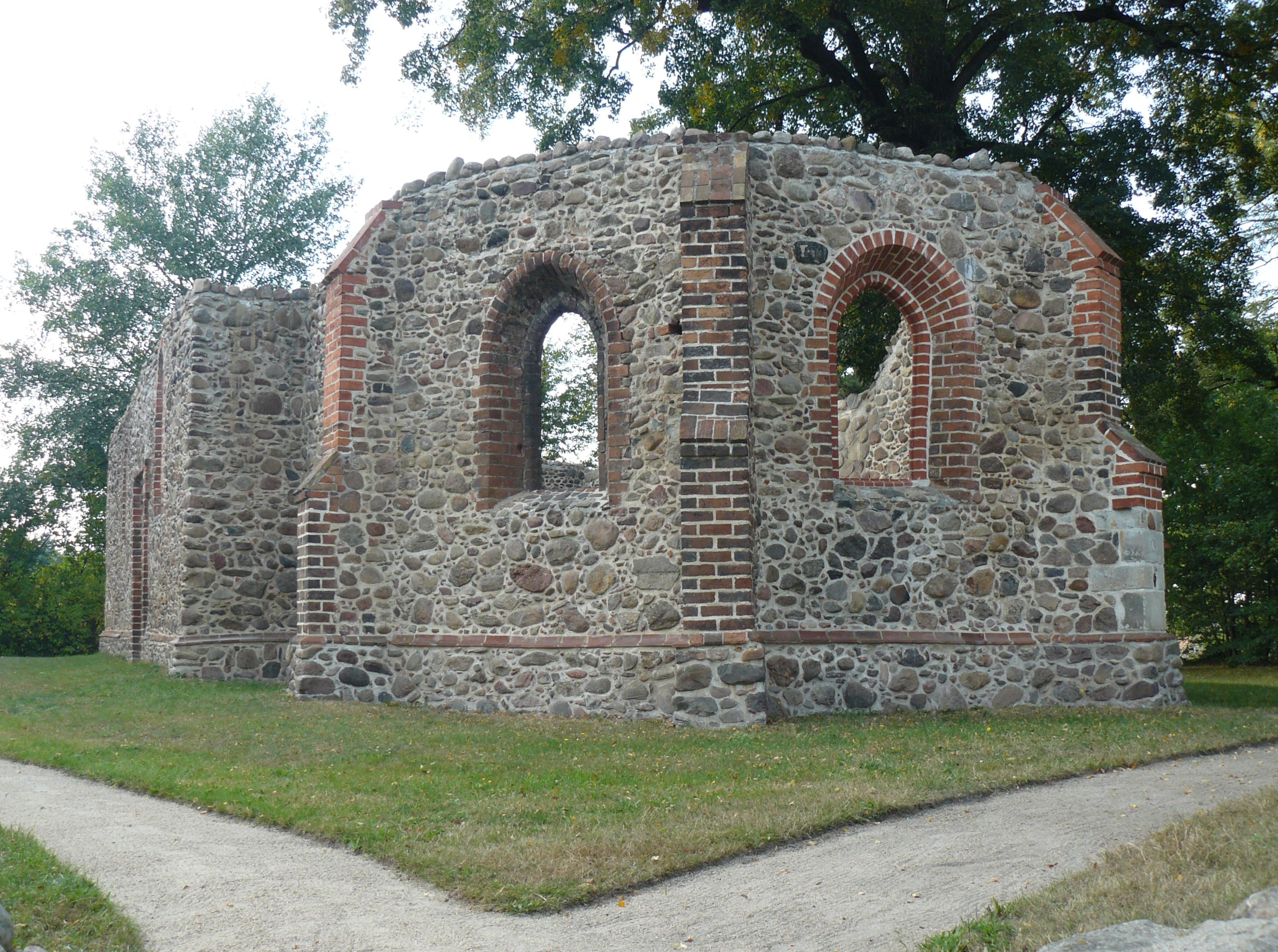
Sanierte Ruine der Bergkirche

Die heute am östlichen Siedlungsrand gelegene Ruine der aus Feldsteinen errichteten Bergkirche ist das älteste Kirchgebäude Muskaus und gilt auch als das älteste Kirchgebäude der im Einflussbereich der Standesherrschaft gelegenen Orte. Über ihre Entstehung ist nur wenig bekannt, jedoch wird im 1346 angelegten und 1495 abgeschlossenen Matrikel des Bistums Meißen die Parochie Muskau erwähnt, die dem erzpriesterlichen Stuhl Reichenbach/O.L. unterstand. Ferner werden ein Pfarrer und ein Kaplan aufgeführt, was darauf hindeutet, dass die Kirche schon länger bestanden haben muss. Von den drei Glocken, die später in die neue Stadtkirche kamen, trug die Kleine die Jahreszahl 1408.
Im Jahr 1540 trat der katholische Pfarrer Georg Richter zum evangelischen Glauben über. Der damalige Kaplan Michael Lutwitz war bis zu seinem Tod bestrebt, den Katholizismus in Muskau aufrechtzuerhalten und betreute die katholisch gebliebene Bevölkerung in der Bergkirche.
Bereits in vorreformatorischer Zeit war die Kapazität der Bergkirche nicht mehr ausreichend, so dass eine Stadtkirche, die St.-Andreaskirche, gebaut wurde. Fortan fand in der Bergkirche der sorbische Gottesdienst für die Landbevölkerung und in der Stadtkirche der deutsche Gottesdienst der Bürgerschaft statt. Nachdem 1622 der 1605 begonnene Bau einer neuen Stadtkirche abgeschlossen war, diente die Andreaskirche der sorbischen Landbevölkerung, und die Bergkirche wurde nur noch als Begräbniskirche für die Dörfer Berg, Krauschwitz und Weißwasser genutzt. Beim als Zornfeuer benannten Stadtbrand im Jahr 1766 wurde die Andreaskirche völlig zerstört. Während die ausgebrannte deutsche Stadtkirche durch den Standesherrn Alexander Graf von Callenberg bis auf den Turm bald wieder renoviert war, fehlte für den Neubau der Andreaskirche das notwendige Geld. Hinzu kamen die schlechte wirtschaftliche Lage nach dem Siebenjährigen Krieg (1756–1763) und die Missernten der Hungerjahre (1770–1772). Der Neubau der Andreaskirche konnte erst 1781 begonnen und 1788 eingeweiht werden, so dass die Bergkirche noch einmal rund 20 Jahre lang wieder für sorbische Gottesdienste genutzt wurde. Danach wurde sie dem allmählichen Verfall preisgegeben. Die Ruine wurde 1935 unter Denkmalschutz gestellt und nach der Wende saniert.
Infolge des Zweiten Weltkriegs, als sowohl Andreaskirche als auch die Stadtkirche zerstört und später abgetragen wurden, hat die Kirchengemeinde die weniger stark beschädigte Jakobskapelle (seit 1960: Jakobskirche) instand gesetzt, am Reformationstag 1947 geweiht.